# アクロスモール泉北
アクロスモール泉北（アクロスモールせんぼく、ACROSS MALL Senboku）は、大阪府堺市南区に所在する複合商業施設。大和ハウス工業グループの大和ハウスリアルティマネジメントが「アクロスモール」ブランドで運営するショッピングモールの一つで、1999年3月のオープンから2009年11月までは、オリックス・インテリアが「クロスモール」という名称で運営していた。

## 概要
デイリーカナートイズミヤやフードコートが入るA館、ドン・キホーテと駐車場や飲食物販施設などで構成されるB館、シネマコンプレックス（現在はTOHOシネマズ泉北）が入るC館、写真スタジオなどが入るD館で構成される。
泉北ニュータウンの「日本敷物団地」内に立地しているが、最寄りの栂・美木多駅（泉北高速鉄道線）から徒歩で15分ほどの移動時間を要するため、営業時間中には無料シャトルバス（片道所要時間約6分）が同駅との間を往復している。

## 歴史

### オリックスグループ時代

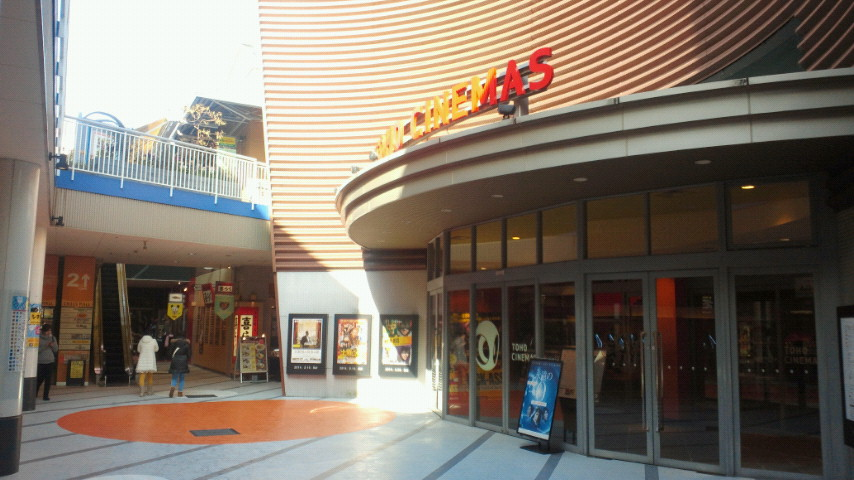
クロスモール時代
「TOHOシネマズ泉北」前

オリックス・インテリア（旧社名：東洋敷物→トーシキインテリア）の所有地で、1999年（平成11年）3月にショッピングセンター「原山台アベニュー」として開業。開業当初は、同社の事務所がB館の2階に入っていた。
開業当初から、デイリーカナートイズミヤがA館の1階、過去には、家電量販店（和光デンキ→ヤマダ電機）がA館の2階に出店していた。
2000年（平成12年）12月8日、シネマコンプレックスである「ヴァージンシネマズ泉北」がC館の1階にオープン。同社が2003年（平成15年）4月に東宝へ買収されたことに伴って、翌2004年（平成16年）2月21日付で東宝のシネマコンプレックスブランド「TOHOシネマズ泉北」に改称された。
2009年（平成21年）12月に「クロスモール」へ改称したが、2016年（平成28年）6月に大幅リニューアルを実施。B館の1階で営業していたマックハウスは店舗の形態を変更したうえでA館2階、「バラエティ101」は当時のB館であった場所へそれぞれ移転させた。B館では、かねてからテナントの入れ替えや空き店舗が多かったため、オリックス・インテリアからの要請でドン・キホーテがC館（現在のB館）の1階に「ドン・キホーテ クロスモール堺店」（現在のアクロスモール泉北店）を開いた。もっとも、オリックス・インテリアでは「ショッピングモールとしては未完成」との見解を示していて、以降もリニューアルの実施を予定していた。

### 大和ハウスグループ時代
2018年（平成30年）12月7日に、大和ハウス工業グループの大和リート投資法人（本社：大阪市北区）が当施設の敷地を取得した。
2019年（平成31年）4月1日からは、大和ハウス工業傘下の大和情報サービス（現・大和ハウスリアルティマネジメント）に当施設の運営を移管。「アクロスモール」（同社が関東地方で展開しているショッピングモールのブランド）を冠する関西地方初の施設として、施設名を「アクロスモール泉北」に改称した。また、同日以降は、A館の2階とB・C館の全階で無料Wi-Fi接続サービス「Osaka Free Wi-Fi」の利用が可能になった。
2021年（令和3年）3月には、「Re:Start」（リスタート）と称して、「アクロスモール泉北」への改称後初めてのリニューアルを実施。同年1月にマックハウスが撤退していたB館2階のフロアを中心に、テナントを大幅に入れ替えている。

## 主なテナント

### 飲食店
- 夢厨房
- マクドナルド
- 鶴橋風月 アクロスモール泉北店
- その他、カレーうどん・ラーメン・インドカレー・焼肉店など

### ショッピング
- デイリーカナートイズミヤ 原山台店
- ザ・ダイソー
- ドン・キホーテ アクロスモール泉北店（旧店名：クロスモール堺店）
- 東京靴流通センター（2021年3月19日開店）
- パレット（同上）

### その他
- フランス屋
- ココカラファイン
- カメラのキタムラ
- カーブス
- フリマルシェ（レンタルBOX方式のフリーマーケットスペース）
- 宝くじ販売所
- B館・C館の2階は、鶴橋風月の店舗に加えて、第一生命保険堺支社泉ヶ丘営業オフィス、ベネッセの英語教室「BE studio」、リフォーム専門店、クリニック、歯科、鍼灸接骨院、室内型遊園地に活用されている。

#### TOHOシネマズ泉北
9スクリーン／2,315席（車椅子20席）を有するTOHOシネマズが運営・経営するシネマコンプレックス。2000年12月8日開館。
開業当初は『ヴァージンシネマズ泉北」として営業していたが、2003年4月7日に運営・経営がTOHOシネマズが移管され、2004年2月21日に現名称へ変更となっている。

### 過去に出店していた店舗
- マックハウススーパーストアフューチャー（近隣店舗への統合に伴って2021年1月17日で閉店）
- 和光デンキ
- ヤマダ電機
- モスバーガー
- ポムの樹
- ABCマート
- Honeys
- 珈琲館原山台店（2019年6月20日に閉店）
- MA-SA（ステーキ・ハンバーグレストラン、2020年8月15日で閉店）
- アーバンティブックセンター（2020年12月31日で閉店）
- Sugakiya（2021年2月28日で閉店）
- 映像倉庫

## アクセス
- 南海泉北線栂・美木多駅から、無料シャトルバスで6分（20～30毎に発着）。
- 南海泉北線栂・美木多駅から、南海バス「原山台回り」に乗車、「原山台4丁」で下車し徒歩約3分。
- 南海泉北線栂・美木多駅から、南海バス「庭代台回り」に乗車、「庭代台東口」で下車し徒歩約3分。
- 阪和自動車道堺I.C.から堺かつらぎ線（泉北2号線）を南下し、「片蔵西」交差点を右折して日本敷物団地に入り、2つ目の交差点 を左折。
  - 無料駐車場約920台。